# Episodi di Squadra Speciale Colonia (settima stagione)
La settima stagione della serie televisiva Squadra Speciale Colonia è composta da 20 episodi, trasmessi per la prima volta in Germania dal 17 febbraio al 10 novembre 2009. La stagione è stata trasmessa per la prima volta in italiano in Svizzera dalla RSI dal 15 febbraio al 14 marzo 2018.
| N° | Titolo originale          | Titolo in italiano          | Prima TV Germania | Prima TV Svizzera |
| -- | ------------------------- | --------------------------- | ----------------- | ----------------- |
| 1  | In den besten Familien    | Nelle migliori famiglie     | 17 febbraio 2009  | 15 febbraio 2018  |
| 2  | Das Wunderkind            | Bambina prodigio            | 24 febbraio 2009  | 16 febbraio 2018  |
| 3  | Das letzte Kölsch         | L'ultima birra              | 3 marzo 2009      | 19 febbraio 2018  |
| 4  | Doppeltes Spiel           | Doppio gioco                | 17 marzo 2009     | 20 febbraio 2018  |
| 5  | Mord im Brauhaus          | Sabotaggio                  | 24 marzo 2009     | 21 febbraio 2018  |
| 6  | Das Gesetz der Serie      | Momenti di crisi            | 31 marzo 2009     | 22 febbraio 2018  |
| 7  | Die schöne Griet          | La bella Griet              | 7 aprile 2009     | 23 febbraio 2018  |
| 8  | Bauerntod                 | Morte di un contadino       | 14 marzo 2009     | 26 febbraio 2018  |
| 9  | Tod eines Aupair-Mädchens | Ragazza alla pari           | 21 marzo 2009     | 27 febbraio 2018  |
| 10 | Ein teuflischer Plan      | Il terzo uomo               | 28 aprile 2009    | 28 febbraio 2018  |
| 11 | Bis an den Hals           | Fino al collo               | 8 settembre 2009  | 1º marzo 2018     |
| 12 | Ein klarer Fall           | Un caso chiaro              | 15 settembre 2009 | 2 marzo 2018      |
| 13 | Mein Freund der Mörder    | Il mio amico, l'omicida     | 22 settembre 2009 | 5 marzo 2018      |
| 14 | Liebesverrat              | Amore tradito               | 29 settembre 2009 | 6 marzo 2018      |
| 15 | Der Fluch der bösen Tat   | Il maratoneta               | 6 ottobre 2009    | 7 marzo 2018      |
| 16 | Wer sich in Gefahr begibt | Chi è causa del suo mal ... | 13 ottobre 2009   | 8 marzo 2018      |
| 17 | Todesfahrer               | Occhio per occhio           | 20 ottobre 2009   | 09 marzo 2018     |
| 18 | Die letzte Reise          | La strada per la felicità   | 27 ottobre 2009   | 12 marzo 2018     |
| 19 | Mann aus Stein            | L'uomo di pietra            | 3 novembre 2009   | 13 marzo 2018     |
| 20 | Doppelgrab                | Una bara per due            | 10 novembre 2009  | 14 marzo 2018     |